# زين بنبول
زين بنبول (بالإنجليزية: Zen Pinball)‏ ، هي لعبة فيديو من نوع كرة ودبابيس، وتعمل على أنظمة ألعاب الفيديو كل من أندرويد وبلاي ستيشن 3 ونينتندو 3دي إس وآي أو إس

## وصلة خارجية
- https://www.gamespot.com/zen-pinball

1. ↑  Zen Pinball on the App Store نسخة محفوظة 12 يونيو 2017 على موقع واي باك مشين.

الموقع الرسمي